# Österreichische Legion
Die Österreichische Legion war eine ab 1933 aufgestellte paramilitärische Einheit, die sich aus ins Deutsche Reich geflüchteten österreichischen Nationalsozialisten rekrutierte. Ihre Mitglieder, überwiegend SA-Männer, wurden zunächst in verschiedenen Lagern Bayerns militärisch ausgebildet und bewaffnet und waren für einen eventuellen deutschen Einmarsch in Österreich vorgesehen. Das militärische Drohpotential, das die Legion darstellte, aber auch die Tatsache, dass sie in vielfältige gegen Österreich gerichtete Aktivitäten involviert war, ließ die Legion besonders in den Jahren 1933 und 1934 zu einem permanenten innen- wie außenpolitischen Unruhefaktor werden.

## Geschichte

### Entstehung
Die „Machtergreifung“ Adolf Hitlers im Deutschen Reich am 30. Januar 1933 und der Erfolg bei den Reichstagswahlen am 5. März 1933 sorgten auch bei der österreichischen NSDAP für einen beträchtlichen Mitgliederzuwachs und eine bis dahin nicht dagewesene Siegeseuphorie. Die am 4. März 1933 erfolgte „Selbstausschaltung des Parlaments“ und der „autoritäre Kurs“ von Bundeskanzler Engelbert Dollfuß behinderten allerdings in den Folgemonaten die legalen Betätigungsmöglichkeiten für die österreichischen Nationalsozialisten drastisch. Die innenpolitischen Fronten verhärteten sich nun zusehends, bis schließlich die österreichische Bundesregierung als Folge des immer gewalttätiger werdenden Agierens der Anhänger der NSDAP am 19. Juni 1933 ein Betätigungsverbot für die Partei verhängte.
Zahlreiche nunmehr illegale agierende Anhänger der NSDAP in Österreich flohen in den folgenden Monaten als politische Flüchtlinge ins Deutsche Reich. In Österreich erfüllte die Flucht den Straftatbestand des „Hochverrats“ und hatte die Ausbürgerung zur Folge. Die Unterbringung und Beschäftigung dieser Flüchtlinge wurde für die deutschen Stellen nun ein immer dringenderes Problem und führte zu ihrer organisatorischen Erfassung in der bereits am 7. Juni 1933 aufgestellten Österreichischen Legion. Untergebracht wurden die Legionäre in einem bereits seit dem Deutsch-Französischen Krieg bestehenden Barackenlager in Lechfeld (auch: Klosterlechfeld), das sich die SA zu diesem Zweck kurzerhand angeeignet hatte. Bereits in der ersten Julihälfte 1933 waren zehn der Lechfelder Lagerbaracken mit etwa 250 Legionären besetzt, und die übrigen Baracken mussten aufgrund des raschen Anwachsens der Legion in großer Eile renoviert werden. Die Legionäre wurden in dieser Anfangsphase von der bayerischen Landespolizei militärisch ausgebildet und erhielten auch schon Waffen. Ein Versuch des österreichischen Bundeskanzleramtes im August/September 1933, die Legion geheimpolizeilich auszuspähen, endete im September mit der Verhaftung zweier österreichischer Geheimpolizisten durch die Bayerische Politische Polizei in München. Die beiden Polizisten wurden später gegen verhaftete österreichische Nationalsozialisten ausgetauscht.

### Bezeichnung und organisatorische Unterstellung
Während der ersten Wochen wurde die im Lager Lechfeld untergebrachte Truppe offiziell als SA-Österreich bezeichnet. Anlässlich eines Appells im August 1933 wurde sie erstmals Österreichische Legion genannt und dieser Begriff tauchte am 4. August 1933 auch schon in der österreichischen Presse auf. Im amtlichen Verkehr mit anderen NS-Dienststellen wurde der Terminus Österreichische Legion aber erst nach dem „Anschluss“ Österreichs ans Deutsche Reich im März 1938 verwendet.
Tarnbezeichnungen waren „Sportschule Fischer“ und später „Hilfswerk Nord-West“ (HWNW).
Festzuhalten bleibt auch, dass es kein offizielles Gründungsdokument der Legion gibt und auch keine von deutschen staatlichen oder NS-Parteistellen „genau umrissene Fixierung ihrer Funktion bzw. Legitimation.“ Einzig ein abgedrucktes Foto in dem im Jahr 1940 erschienenen Buch Der Österreichische Legionär, das 18 uniformierte Legionäre zeigt, die sich hinter einer Tafel mit der Aufschrift „100 Tage Österreichische Legion 7. Juni – 15. September“ gruppieren, gibt Aufschluss über ihren genauen Entstehungszeitpunkt.
Ein weiteres Foto unbekannter Herkunft zeigt die „östr. Legion Lechfeld 1933“ mit Musikzug.
Von Juni 1933 bis März 1934 waren die Legionäre ein Teil der so genannten SA-Obergruppe VIII (= Österreich). Diese wurde am 27. März 1934 in Obergruppe XI umbenannt und existierte unter diesem Namen bis Oktober dieses Jahres. Bis zum Juliputsch 1934 umfasste die Obergruppe XI auch die illegalen österreichischen SA-Einheiten und stand unter dem Kommando Hermann Reschnys.

### Juliputsch und Umwandlung der Legion
Obwohl Hitler Reschny im Frühjahr 1934 untersagt hatte, jene Pläne weiter zu verfolgen, die auf einen gewaltsamen Sturz der österreichischen Bundesregierung hinausliefen, und damit auch einen eventuellen Einsatz der Österreichischen Legion in Österreich verboten hatte, erteilte Reschny, der vom Putsch der SS in Wien völlig überrascht worden war, in den Abendstunden des 25. Juli 1934 den SA-Brigaden in Oberösterreich, Salzburg, Tirol und Kärnten per Funk den Befehl zum Losschlagen. Die Alarmbereitschaft der Legionäre in den deutschen Lagern war zwar bald darauf wieder aufgehoben worden, dennoch überschritten in den Morgenstunden des 27. Juli etwa 40 bis 50 Mitglieder der Legion bei Kollerschlag auf eigene Faust die österreichische Grenze und wurden zurückgeschlagen.
Durch das Scheitern des Putsches war nicht nur die SA-Führung kompromittiert, sie bedeutete auch eine immense außenpolitische Belastung für Hitler. Dieser distanzierte sich nun völlig von den österreichischen Nationalsozialisten: Am 27. Juli 1934 verbot er allen mit österreichischen Angelegenheiten befassten politischen Leitern im Reich jede weitere Betätigung oder Unterstützung der österreichischen Putschisten. Am 3. August wurde die österreichische Landesleitung der NSDAP, der er die alleinige Verantwortung für den gescheiterten Aufstand zuschob, aufgelöst. Hitlers Zorn traf besonders auch die Österreichische Legion, die im August 1934 ihre gesamten Waffenbestände (10.300 Gewehre und Karabiner, etwa 340 MG, 1.300.000 Schuss Munition) an die Reichswehr abliefern musste und von ihren Standorten nahe der österreichischen Grenze abgezogen und in Lager im Norden des Reiches verlegt wurde. Nach ihrer offiziellen Auflösung sollte sie unter der Bezeichnung Hilfswerk Nordwest in eine reine Betreuungseinrichtung für österreichische NS-Flüchtlinge umgewandelt werden. Dazu kam es aber dann doch nicht, vielmehr begnügte man sich „auf deutscher Seite an der »Fiktion« einer Auflösung der Legion fest[zuhalten].“ Es gab allerdings in den Folgejahren eine Reihe weiterer Verlegungen der Mannschaften und auch eine Umstrukturierung der Legion, bei der anstelle der bisherigen Sturmbanne und Standarten drei Brigaden gebildet wurden.

### Struktur
Der österreichischen Legion gehörten ungefähr 15.000 Mitglieder an. Die Mitglieder mit bekanntem Wohnort teilten sich auf die Bundesländer folgendermaßen auf: Steiermark 2599, Kärnten 1772, Oberösterreich 1734, Niederösterreich 1608, Tirol 1341, Wien 1235, Salzburg 1140, Vorarlberg 404, Burgenland 177.

### Ende
Beim Anschluss Österreichs am 13. März 1938 wurde die Legion jedoch nicht herangezogen, vielmehr wurde zunächst festgelegt, dass sie überhaupt nicht nach Österreich zurückkehren dürfe. Durch eine Intervention bei Hitler erreichte jedoch der SA-Führer und Kommandant der Legion Hermann Reschny, dass sie Anfang April 1938 geschlossen und bewaffnet in die Ostmark, das vormalige Österreich, einmarschieren durfte. Durch diesen zeitlichen Abstand zum „Anschluss“ war kein Zusammenhang mit diesem mehr herstellbar und für ihre Angehörigen ein Anspruch auf Positionen in der österreichischen NSDAP erschwert. Hintergrund dafür war, dass nach dem „Anschluss“ die Parteistrukturen der österreichischen NSDAP liquidiert und die Führungspositionen neu besetzt wurden, um die zum Separatismus neigende Partei reichseinheitlich auszurichten. Nach ihrer Rückkehr wurde die Legion, etwa 10.000 Mann, abgerüstet, aufgelöst und weitgehend ins Berufsleben integriert. Wenige Legionäre hatten einheimische Frauen geheiratet und blieben ihrer Heimat auf Dauer fern.

## Funktion
Die Österreichische Legion fungierte primär als politisch-militärisches Drohinstrument Hitlers gegen Österreich. Im Deutschen Reich bereitete sich die Legion, ihrem Selbstverständnis folgend, für ein militärisches Eingreifen in Österreich vor. Über die Legion wurde ferner der NS-Terror in Österreich unterstützt. Legionäre schmuggelten nicht nur Propagandamaterial, Waffen und Sprengstoffe nach Österreich, sondern waren häufig auch als Leiter der hier tätigen Terrorgruppen tätig. Aus diesem ständigen Bedrohungspotential durch die Legion erklärt sich das besondere Interesse der österreichischen Sicherheitsbehörden an der Flucht ihrer Staatsbürger nach Deutschland, sowie auch die deutliche Verschlechterung des Verhältnisses beider Staaten nach dem Verbot der NSDAP. Im Laufe der Zeit, insbesondere nach dem gescheiterten Juli-Putschversuch, verlor die Legion ihre ursprünglichen Funktionen. Sie wurde fortan nur noch "verwaltet" und hin und wieder pragmatisch eingesetzt, so z. B. zu Wahlkampfzwecken oder zur Erntehilfe. Ihr Lageralltag glich zuletzt in vielen Bereichen einer Beschäftigungstherapie.

## Legionslager
Die Lager der Österreichischen Legion im Deutschen Reich werden auf zumindest zwölf geschätzt, wobei das Lager Lechfeld das erste und zentrale Lager war. Da Lechfeld nicht wintertauglich war, aber laufend NS-Flüchtlinge aus Österreich nachkamen, wurde neben Bad Aibling ein neues Zentrallager errichtet, wo den Ex-Österreichern eine militärische Grundausbildung als Infanteristen zukam. Im Lager Senden-Gerlenhofen bei Ulm wurde ein Nachrichtensturm aufgebaut, wo die Legionäre auf geheimdienstliche Aufgaben in Österreich vorbereitet wurden. Im Lager Egmating bei München wurden motorisierte Stürme aufgebaut. In Langenargen wurde ein sogenanntes Erholungslager für Legionäre errichtet.
Das Lager Deggingen wurde für das HWNW als Neuaufnahmelager eingerichtet. Daneben baute man 1935 eigens für das Hilfswerk neue Barackenlager in Bocholt (das spätere Stammlager VI F) und Dorsten, welche von Bokisch/Zirbs als die schönsten Lager der Legion bezeichnet werden. Anfangs erhofften sich Stadtverwaltung, Gewerbe und Handel eine Belebung der heimischen Wirtschaft durch Bau und Unterhalt dieser Lager. Doch namentlich in Bocholt und Umgebung kam es schnell zu zahlreichen Konflikten und gewaltsamen Ausschreitungen zwischen Legionären, die den Katholizismus als ihren Hauptfeind betrachteten, und der mehrheitlich katholischen Zivilbevölkerung. Mitunter gab es aber auch partnerschaftliche Verbindungen von Legionären und jungen Frauen vor Ort, die vielfach in Eheschließungen mündeten. Allein in Bocholt heirateten mindestens 110 Legionäre. Während vom Bocholter Hilfswerklager kaum noch Spuren übrig geblieben sind, stehen in Dorsten noch heute einige Baracken. Weitere, ehemals als Legionslager genutzte Gebäude sind in Altenvoerde, Friedberg, Korbach, Velen und Wasungen an der Werra erhalten.